# Biccaron
Biccaron (hebr. ביצרון; oficjalna pisownia w ang. Bitzaron) – moszaw położony w Samorządzie Regionu Be’er Towijja, w Dystrykcie Południowym, w Izraelu.

## Położenie
Moszaw leży na skraju nadmorskiej równiny, na granicy z Szefelą, w odległości 7 kilometrów od Morza Śródziemnego.
W jego otoczeniu znajdują się miasta Gan Jawne i Bene Ajisz, moszawy Gan ha-Darom i Newe Miwtach, kibuc Kewucat Jawne, wioski młodzieżowe Giwat Washington i Kannot, oraz strefy przemysłowe Kannot i Ra'an. Na południe od moszawu znajduje się baza lotnicza Chacor.

## Demografia
Liczba mieszkańców Biccaron:

## Historia
Moszaw został założony w 1935 przez żydowskich imigrantów z Rosji. Grupa założycielska przyjechała do Mandatu Palestyny w 1929, i pod nazwą Tel Hai przeszła szkolenie rolnicze w pobliskim moszawie Gan Jawne. Po trzech latach oddzielili się i założyli własne osiedle rolnicze. Ziemię zakupił Żydowski Fundusz Narodowy.
Podczas I wojny izraelsko-arabskiej w 1948 w pobliżu moszawu przebiegała linia frontu, i Biccaron został kilkakrotnie ostrzelany przez egipską artylerię. Po wojnie odbudowano zniszczenia. W następnych latach osiedliły się tutaj grupy imigrantów z Rumunii, Bułgarii i Niemiec.

### Nazwa
Nazwa moszawu Biccaron (pol. Twierdza) pochodzi z Księgi Zachariasza 9:12 - „Wróćcie do warownego miejsca, wygnańcy, oczekujący z nadzieją! Dzisiaj cię o tym zapewniam, że cię nagrodzę w dwójnasób”.

## Kultura i sport
W moszawie znajduje się ośrodek kultury z biblioteką. Z obiektów sportowych jest basen kąpielowy, centrum odnowy biologicznej, siłownia i korty tenisowe.

## Gospodarka
Gospodarka moszawu opiera się na intensywnym rolnictwie i uprawie cytrusów.
W 1996 sprowadzono z Włoch stado 50 sztuk arni azjatyckich. Obecnie stado liczy ponad 75 sztuk, z których otrzymuje się dziennie 200 litrów pożywnego mleka. Większość mleka przerabia się na mozzarellę, natomiast ze zsiadłego mleka otrzymuje się twaróg, z którego wyrabia się ricottę. Czasami turyści przyjeżdżają do moszawu Biccaron specjalnie na wycieczkę po farmie bawołów.

## Infrastruktura
W moszawie znajduje się ośrodek zdrowia, dom opieki nad osobami w podeszłym wieku, warsztat mechaniczny oraz sklep wielobranżowy.

## Komunikacja
Przez moszaw przebiegają dwie drogi nr 3811 i nr 3922. Jadąc drogą nr 3811 na północ dojeżdża się do moszawu Newe Miwtach i wioski młodzieżowej Kannot, a następnie do drogi ekspresowej nr 41 (Aszdod-Gedera). Natomiast jadąc drogą nr 3922 na południe dojeżdża się do bazy lotniczej Chacor, lub jadąc na wschód dojeżdża się do miasteczka Bene Ajisz. Osobna lokalna droga prowadzi na zachód do miasteczka Gan Jawne.